# Shake It Up (phim truyền hình)
Shake It Up! là một bộ phim truyền hình thiếu nhi của kênh Disney Channel. Các diễn viên chính bao gồm Bella Thorne, Zendaya Coleman, Davis Cleverland và Roshon Fegan. Bộ phim thực hiện theo dạng "chương trình truyền hình có nội dung nói về một chương trình truyền hình" (show-within-a-show). Phim khởi chiếu 7/11/2010. Năm 2011, Disney Channel tiết lộ một phim điện ảnh dựa trên bộ phim này đang được sản xuất.

## Nội dung
Hai người bạn thân (CeCe Jones và Rocky Blue) được nhận vào múa minh họa làm nền trong một chương trình truyền hình "Shake It Up Chicago!" nhờ vào sự giúp đỡ của Deuce - bạn của họ. Bộ phim xoay quanh quá trình vừa đi học vừa tham gia khiêu vũ của CeCe và Rocky với những khó khăn mà gặp phải như địa vị mới của họ, sự nổi tiếng, sự ganh tỵ của các bạn nhảy khác, và cả tình bạn thân của họ gặp thử thách.

## Diễn viên
- Bella Thorne vai CeCe Jones
- Zendaya vai Rocky Blue
- Davis Cleveland vai Flynn Jones
- Roshon Fegan vai Ty Blue
- Adam Irigoyen vai Deuce Martinez
- Kenton Duty Gunther Hessenheffer
- Caroline Sunshine Tinka Hessenheffer  (mùa 2 thường xuyên, mùa 1 định kỳ)

### Vai phụ
- R. Brandon Johnson vai Gary Wilde
- Anita Barone vai Georgia Jones
- Carla Renata vai Marcie Blue
- Buddy Handleson vai Henry
- Ainsley Bailey vai Dina Garciavai

## Nhạc phim
- Shake It Up: Break It Down (2011)
- Shake It Up: Live 2 Dance (2012)
- Shake It Up: Made In Japan (EP) (2012)

## Giải thưởng và đề cử
| Giải thưởng | Giải thưởng          | Giải thưởng                                                                    | Giải thưởng                                                                                         | Giải thưởng | Giải thưởng |
| Năm         | Giải                 | Hạng mục                                                                       | Đề cử                                                                                               | Kết quả     | Ghi chú     |
| ----------- | -------------------- | ------------------------------------------------------------------------------ | --------------------------------------------------------------------------------------------------- | ----------- | ----------- |
| 2011        | Young Artist Award   | Best Performance in a TV Series - Leading Young Actress                        | Bella Thorne                                                                                        | Đoạt giải   | [ 3 ]       |
| 2011        | Young Artist Award   | Outstanding Young Ensemble in a TV Series                                      | Bella Thorne, Zendaya, Davis Cleveland, Adam Irigoyen, Roshon Fegan, Caroline Sunshine, Kenton Duty | Đề cử       | [ 3 ]       |
| 2011        | Imagen Award         | Best Young Actress – Television                                                | Bella Thorne                                                                                        | Đề cử       | [ 4 ]       |
| 2011        | J-14 Teen Icon Award | Iconic TV Actress                                                              | Bella Thorne                                                                                        | Đề cử       | [ 5 ]       |
| 2011        | J-14 Teen Icon Award | Iconic TV Show                                                                 | Shake It Up                                                                                         | Đề cử       | [ 5 ]       |
| 2012        | Young Artist Award   | Best Performance in a TV Series - Leading Young Actress                        | Zendaya                                                                                             | Đề cử       | [ 6 ]       |
| 2012        | Young Artist Award   | Best Performance in a TV Series - Leading Young Actress                        | Bella Thorne                                                                                        | Đề cử       | [ 6 ]       |
| 2012        | Young Artist Award   | Best Performance in a TV Series - Recurring Young Actor                        | Buddy Handleson                                                                                     | Đề cử       | [ 6 ]       |
| 2012        | Young Artist Award   | Best Performance in a TV Series - Guest Starring Young Actress, Age 14-16      | Evie Louise Thompson                                                                                | Đề cử       | [ 6 ]       |
| 2012        | Young Artist Award   | Best Performance in a TV Series - Guest Starring Young Actor, Age 11-13        | Zayne Emory                                                                                         | Đề cử       | [ 6 ]       |
| 2012        | Young Artist Award   | Best Performance in a TV Series - Guest Starring Young Actress, Age 10 & Under | Caitlin Carmichael                                                                                  | Đề cử       | [ 6 ]       |
| 2012        | Young Artist Award   | Outstanding Young Ensemble in a TV Series                                      | Zendaya, Bella Thorne, Davis Cleveland, Adam Irigoyen, Kenton Duty, Caroline Sunshine, Roshon Fegan | Đề cử       | [ 6 ]       |
| 2012        | ALMA Awards          | Favorite TV Actress - Comedy                                                   | Bella Thorne                                                                                        | Đề cử       |             |
| 2012        | ALMA Awards          | Favorite TV Actor - Supporting role in a Comedy                                | Adam Irigoyen                                                                                       | Đề cử       |             |